# Petit Lembous
Der Petit Lembous ist ein linker Nebenfluss des Lemboulas im Einzugsgebiet des Tarn in der Region Okzitanien in Frankreich.

## Flusslauf
Der Petit Lembous verläuft im Département Tarn-et-Garonne. Er entspringt im Gemeindegebiet von Montpezat-de-Quercy, entwässert generell in südwestlicher Richtung durch die Landschaft Quercy und mündet nach 20 Kilometern an der Gemeindegrenze von Puycornet und Labarthe in den Lemboulas.

## Orte am Fluss
(in Fließreihenfolge)
- Montpezat-de-Quercy
- Sainte Arthémie, Gemeinde Molières